# Zapole (rejon brzeski)
Zapole (biał. Заполле; ros. Заполье) – wieś na Białorusi, w obwodzie brzeskim, w rejonie brzeskim, w sielsowiecie Motykały.
W dwudziestoleciu międzywojennym leżało w Polsce, w województwie poleskim, w powiecie brzeskim, w gminie Motykały. Po II wojnie światowej w granicach Związku Sowieckiego. Od 1991 w niepodległej Białorusi.